# Май Шаоянь
Май Шаоянь (кит. трад. 麥少顏, упр. 麦少颜, пиньинь Mài Shǎoyán; род. 19 января 1979, Наньхай, Гуандун) — китайская хоккеистка на траве, полевой игрок. Участница летних Олимпийских игр 2004 года, бронзовый призёр чемпионата Азии 2004 года, чемпионка летних Азиатских игр 2006 года.

## Биография
Май Шаоянь родилась 19 января 1979 года в китайском уезде Наньхай городского округа Фошань провинции Гуандун (сейчас район городского подчинения).
Играла в хоккей на траве за команду провинции Гуандун.
В 2004 году в составе женской сборной Китая завоевала бронзовую медаль чемпионата Азии в Нью-Дели.
В том же году вошла в состав женской сборной Китая по хоккею на траве на летних Олимпийских играх в Афинах, занявшей 4-е место. Играла в поле, провела 6 матчей, мячей не забивала.
В 2006 году завоевала золотую медаль хоккейного турнира летних Азиатских игр в Дохе.
Дважды выигрывала медали Трофея чемпионов: бронзу в 2005 году в Канберре, серебро в 2006 году в Амстелвене.